# Умм-Валад
Умм-Валад (англ. Umm Walad, араб. أم ولد) — поселення в Сирії, що об'єднує друзьку спільноту в нохії Аль-Мусайфіра, яка входить до складу мінтаки Дар'а в південній сирійській мухафазі Дар'а.